# Pierre-Louis Castelli
 (juillet 2025).
La mise en forme du texte ne suit pas les recommandations de Wikipédia : il faut le « wikifier ».
Les points d'amélioration suivants sont les cas les plus fréquents. Le détail des points à revoir est peut-être précisé sur la page de discussion.
- Les titres sont pré-formatés par le logiciel. Ils ne sont ni en capitales, ni en gras.
- Le texte ne doit pas être écrit en capitales (les noms de famille non plus), ni en gras, ni en italique, ni en « petit »…
- Le gras n'est utilisé que pour surligner le titre de l'article dans l'introduction, une seule fois.
- L'italique est rarement utilisé : mots en langue étrangère, titres d'œuvres, noms de bateaux, etc.
- Les citations ne sont pas en italique mais en corps de texte normal. Elles sont entourées par des guillemets français : « et ».
- Les listes à puces sont à éviter, des paragraphes rédigés étant largement préférés. Les tableaux sont à réserver à la présentation de données structurées (résultats, etc.).
- Les appels de note de bas de page (petits chiffres en exposant, introduits par l'outil «  Source ») sont à placer entre la fin de phrase et le point final[comme ça].
- Les liens internes (vers d'autres articles de Wikipédia) sont à choisir avec parcimonie. Créez des liens vers des articles approfondissant le sujet. Les termes génériques sans rapport avec le sujet sont à éviter, ainsi que les répétitions de liens vers un même terme.
- Les liens externes sont à placer uniquement dans une section « Liens externes », à la fin de l'article. Ces liens sont à choisir avec parcimonie suivant les règles définies. Si un lien sert de source à l'article, son insertion dans le texte est à faire par les notes de bas de page.
- La présentation des références doit suivre les conventions bibliographiques. Il est recommandé d'utiliser les modèles {{Ouvrage}}, {{Chapitre}}, {{Article}}, {{Lien web}} et/ou {{Bibliographie}}. Le mode d'édition visuel peut mettre en forme automatiquement les références.
- Insérer une infobox (cadre d'informations à droite) n'est pas obligatoire pour parachever la mise en page.

Pour une aide détaillée, merci de consulter Aide:Wikification.
Si vous pensez que ces points ont été résolus, vous pouvez retirer ce bandeau et améliorer la mise en forme d'un autre article.
 (juillet 2025).
Il peut être nécessaire de l'améliorer pour respecter le principe de neutralité de point de vue. Veuillez consulter la page de discussion pour plus de détails.

 (juillet 2025).
Motif : absence de sources secondaires indépendantes (France Inter n'est ici pas indépendant puisque Castelli y a très longuement travaillé) et pérennes (pas seulement au moment de sa mort).
- Archive Wikiwix
- Bing
- Cairn
- DuckDuckGo
- E. Universalis
- Gallica
- Google
- G. Books
- G. News
- G. Scholar
- Persée
- Qwant
- (zh) Baidu
- (ru) Yandex
- (wd) trouver des œuvres sur Wikidata

| 1. | Préciser le motif de la pose du bandeau. | Précisez le motif de la pose du bandeau en utilisant la syntaxe suivante : {{admissibilité à vérifier\|date=août 2025\|motif=remplacez ce texte par le motif}}                             |
| 2. | Informer les utilisateurs concernés.     | Pensez à avertir le créateur de l'article, par exemple, en insérant le code ci-dessous sur sa page de discussion : {{subst:avertissement admissibilité à vérifier\|Pierre-Louis Castelli}} |

Pour les articles homonymes, voir Castelli.
Pierre-Louis Castelli,  né le 22 février 1951 à Nice et mort le  25 juin 2025 dans la même ville,, est un journaliste sportif français. Il a exercé l'essentiel de sa carrière à Radio France, où il s'est spécialisé dans le journalisme sportif, notamment dans les domaines de la voile et du football.

## Biographie
Titulaire d'une maîtrise d'histoire, Pierre-Louis Castelli commence sa carrière journalistique à Nice dans les années 1980. D'abord dans les radios locales puis au sein de Radio France. Il rejoint France Inter, où il développe une approche centrée sur l'aventure humaine dans le sport. Il couvre des disciplines telles que la voile, l'alpinisme et d'autres sports extrêmes.
Il participe en 1987 à la création des Micros d'Or avec Christophe Pacaud et Jean-Marc Michel, qui récompensent les meilleures réalisations journalistiques sportives.
Spécialiste de la course au large, il commente notamment la victoire de Florence Arthaud sur la Route du Rhum en 1990.
En 1994, il est président de la Société des journalistes de Radio France et prend part à la grève des journalistes, dénonçant les propositions salariales de la direction.
Il couvre également divers événements sportifs comme la Coupe du monde de football 1998 avec Jacques Vendroux, le Tour de France, le basket, le handball et la Formule 1.
Pierre-Louis Castelli participe en 2003 en tant que membre de l’équipage à la première édition de la Route du Nouveau Monde, une traversée transatlantique reliant Saint-Domingue à La Rochelle. Il embarque à bord du monocoque de Roland Jourdain, apportant son expertise journalistique à cette aventure maritime.
En 2006, il prend la rédaction en chef de France Bleu Azur à Nice. Il retourne finalement à France Inter, au service reportages et aux sports. Dès 2007, il travaille sur les tranches nocturnes et matinales aux cotés de Clotilde Dumetz, Patrick Cohen, Agnès Bonfillon, Bruno Duvic et Matteu Maestracci[source insuffisante].
En 2012, après avoir quitté Radio France, il collabore avec l'organisation du Vendée Globe pour réaliser des vacations radio avec les skippers.
Il rejoint l'École du Journalisme de Nice en 2013 comme enseignant, il partagera son expérience professionnelle avec les étudiants pendant 8 ans.

## Distinctions
Le 2 décembre 2004, il reçoit avec son collègue Laurent Gauriat la coupe du chef d'état-major de la Marine, une distinction honorifique décernée à des personnalités du monde maritime.
En 2005, il reçoit le prix du commentateur sportif decerné par l'Association des Ecrivains Sportifs.
En 2008, il est récompensé par le prix de la presse de l'AMADE Mondiale pour son reportage Les enfants perdus de Kinshasa, réalisé avec Jean-Marie Porcher et diffusé dans l'émission Interception sur France Inter.

## Publications
Il est co-auteur, avec Laurent Gauriat, de l'ouvrage Voix du large: 7 navigatrices se confient (J'ai Lu).